# Liste der Biografien/Zek
Liste der Biografien |
Portal Biografien |
Personensuche
# |
A |
B |
C |
D |
E |
F |
G |
H |
I |
J |
K |
L |
M |
N |
O |
P |
Q |
R |
S |
T |
U |
V |
W |
X |
Y |
Z |
?
 
Za |
Zb |
Zc |
Zd |
Ze |
Zf |
Zg |
Zh |
Zi |
Zj |
Zk |
Zl |
Zm |
Zn |
Zo |
Zr |
Zs |
Zu |
Zv |
Zw |
Zy |
Zz
 
Zea |
Zeb |
Zec |
Zed |
Zee |
Zef |
Zeg |
Zeh |
Zei |
Zej |
Zek |
Zel |
Zem |
Zen |
Zeo |
Zep |
Zeq |
Zer |
Zes |
Zet |
Zeu |
Zev |
Zew |
Zey |
Zez
Die Liste der Biografien führt alle Personen auf, die in der deutschsprachigen Wikipedia einen Artikel haben. Dieses ist eine Teilliste mit 21 Einträgen von Personen, deren Namen mit den Buchstaben „Zek“ beginnt.

## Zek

### Zeka
- Zeka, Agim (* 1998), albanischer Fußballspieler
- Zekai Dede (1825–1897), osmanisch-türkischer Komponist der klassischen Musik
- Zekarias Yohannes (1925–2016), eritreischer Geistlicher, eritreisch-katholischer Bischof von Asmara
- Zekavica, Jovan (* 1991), serbischer Cyclocross- und Straßenradrennfahrer
- Zekavica, Petar (* 1979), serbischer Schauspieler

### Zeke
- Zekeriyazade Yahya (1552–1644), osmanischer Theologe, Jurist und Dichter

### Zekh
- Zekhnini, Rafik (* 1998), norwegischer Fußballspieler

### Zeki
- Zeki, Salih (1864–1921), osmanischer Naturwissenschaftler, Mathematiker und Astronom
- Zeki, Semir (* 1940), britischer Neurobiologe und Hochschullehrer
- Zékian, Boghos Lévon (* 1943), türkischer Geistlicher, armenisch-katholischer Erzbischof von Istanbul
- Zekić, Miljan (* 1988), serbischer Tennisspieler
- Zekina, Gabriele (* 1965), deutsche Frauenrechtlerin und Politikerin (Unabhängiger Frauenverband)

### Zekk
- Zekkai, Chūshin (1334–1405), japanischer Mönch und Priester

### Zekl
- Zekl, Hans Günter (1939–2016), deutscher Klassischer Philologe und Übersetzer

### Zeko
- Zekoll, Joachim (* 1955), deutscher Rechtswissenschaftler und Rechtsvergleicher
- Zekorn, Stefan (* 1959), deutscher Geistlicher, römisch-katholischer Weihbischof im Bistum Münster
- Zekovic, Edin (* 1972), deutsch-bosnischer Fußballspieler
- Zekow, Sergei Pawlowitsch (* 1953), russischer Politiker

### Zekr
- Zekri, Sonja (* 1967), deutsche Journalistin und AutorinSonja Zekri (* 1967)

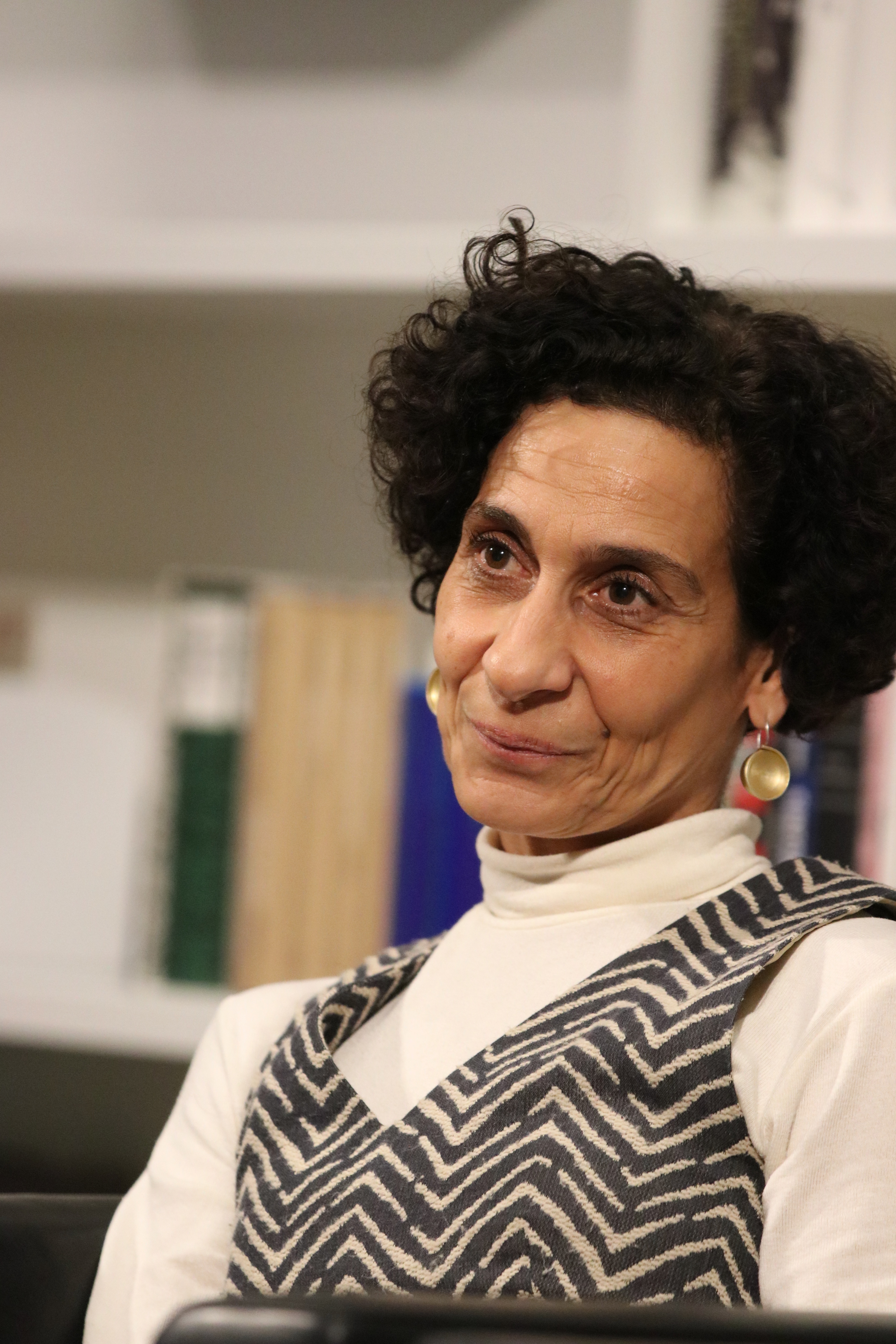
Sonja Zekri (* 1967)

- Zekria, Fazel Ahmad (1935–1979), afghanischer Künstler, Dichter und Komponist
- Zekria, Modaser (* 1990), schwedisch-afghanischer Fußballspieler